# منظم حرارة ذكي

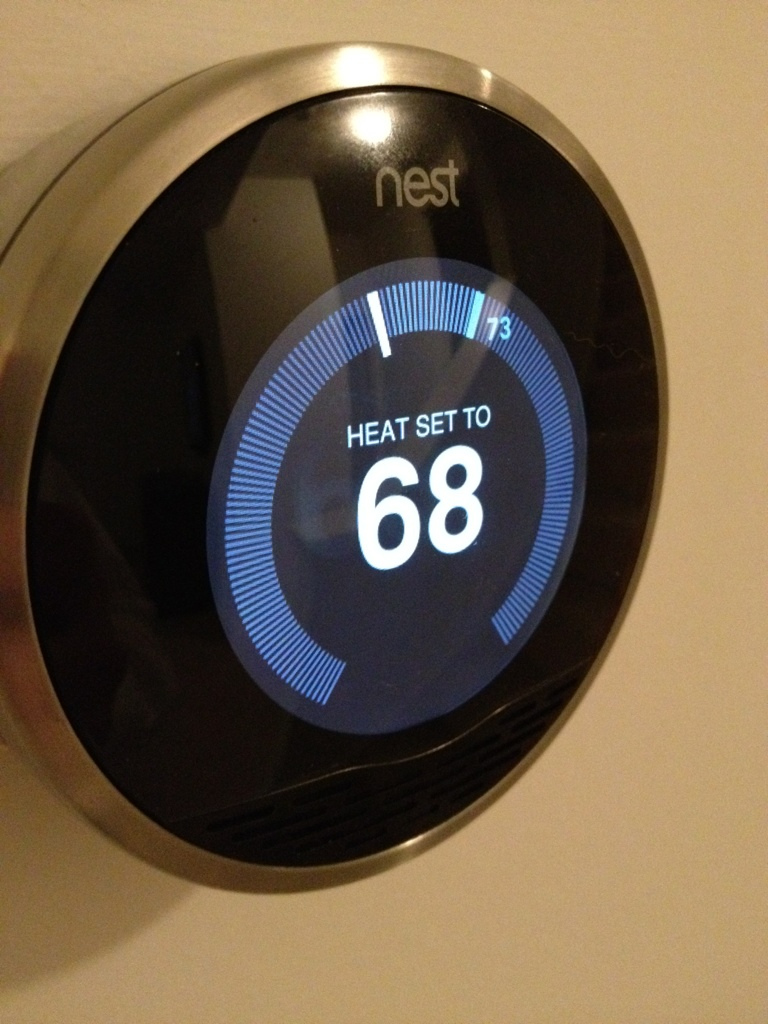
منظم حرارة ذكي من نيست لاب.

منظمات الحرارة الذكية، أو أجهزة الترموستات الذكية، هي منظمات حرارة يمكن استخدامها مع أتمتة المنازل وهي مسؤولة عن التحكم بتدفئة منزل و/أو تكييف الهواء في منزل. تؤدي منظمات الحرارة الذكية وظائف مشابهة لمنظمات الحرارة القابلة للبرمجة إذ تسمح للمستخدم بالتحكم بدرجة حرارة منزله على امتداد اليوم باستخدام جدول زمني، ولكنها أيضًا تمتلك خصائص إضافية، كالحساسات وقابلية الربط مع شبكة الوايفاي، وهذه المزايا تجعلها تتغلب على المشاكل التي تواجه منظمات الحرارة القابلة للبرمجة.
كما في منظمات الحرارة المرتبطة، فهي تتصل بالإنترنت. وهي تسمح للمستخدمين بتعديل ضبط التدفئة من أجهزة أخرى مرتبطة بالإنترنت، كالحواسيب المحمولة والهواتف الذكية. يسمح هذا للمستخدمين بالتحكم بمنظم الحرارة عن بعد. سهولة الاستخدام هذه ضرورية لضمان توفير الطاقة: أظهرت الدراسات أن المنازل التي تمتلك منظمات حرارة قابلة للبرمجة تستهلك فعليًّا طاقة أكبر من تلك التي تمتلك منظمات حرارة عادية لأن السكان يبرمجونها بشكل خاطئ أو يطفئونها تمامًا.
تسجل منظمات الحرارة الذكية أيضًا درجات الحرارة في الداخل والخارج، والوقت الذي كان نظام التدفئة والتهوية وتكييف الهواء يعمل فيه، ويمكن لها حتى تنبيهك إذا كان يجب استبدال مصفاة الهواء. تُعرض هذه المعلومات عادةً على جهاز موصول بالإنترنت.

## مقارنة منظمات الحرارة اليدوية مع منظمات الحرارة القابلة للبرمجة والمنظمات الذكية

### منظمات الحرارة اليدوية
منظمات الحرارة اليدوية (تعرف أيضًا باسم منظمات الحرارة التماثلية) هي النوع الأقدم والأبسط من منظمات الحرارة. تضبط هذه المنظمات على درجة حرارة واحدة ولا تتغير حتى يعدل المستخدم درجة الحرارة بشكل يدوي.

### منظمات الحرارة القابلة للبرمجة
منظمات الحرارة القابلة للبرمجة، والتي ظهرت لأول مرة في سبعينيات القرن العشرين، نوع من منظمات الحرارة يسمح للمستخدم بوضع جدول زمني لعدة درجات حرارة عند عدة أوقات. تمتلك معظم منظمات الحرارة القابلة للبرمجة أيضًا خاصية تعليق عمل تفصل الجدول الزمني وتحول منظم الحرارة إلى منظم حرارة يدوي. الفكرة من ميزة الجدولة الزمنية هي أن المستخدمين سيضبطون درجة حرارة أقل أو أعلى عند عدم وجود أحد في المنزل لتوفير الطاقة والمال. بسبب هذا التوفير المفترض في الطاقة، بدأت بعض لوائح توجيهات الأبنية والبرامج الحكومية باشتراط استخدام منظمات حرارة قابلة للبرمجة. لسوء الحظ، بسبب الخطأ البشري في استخدام هذه الأجهزة، فإن العديد من منظمات الحرارة القابلة للبرمجة تسبب استهلاك طاقة أكبر من منظمات الحرارة اليدوية التقليدية.

#### مشاكل منظمات الحرارة القابلة للبرمجة
من الأهداف الرئيسية لمنظمات الحرارة الذكية تقليل مشاكل استخدام منظمات الحرارة القابلة للبرمجة المعتادة. لفهم كيفية تناول منظمات الحرارة الذكية لهذه المهمة، من الضروري فهم المشاكل الخاصة بمنظمات الحرارة القابلة للبرمجة وكيفية تأثيرها على استهلاك الطاقة. بين عامي 2008-2009، وفرت شركة فلوريدا باور أند لايت (إف بّي إل) منظمات حرارة قابلة للبرمجة لأربعمئة من أصحاب المنازل وراقبت أنماط استخدامهم للتدفئة والتكييف. من المشاركين الأربعمئة، 56% استخدموا ميزة القابلية للبرمجة، في حين لم يبرمج بقية المستخدمون منظمات الحرارة وتركوها على وضع «تعليق». ظهر أن المستخدمين الذين استخدموا بالفعل خاصية القابلية للبرمجة استهلكوا طاقة أكثر بمقدار 12% من الذين لم يبرمجوا أجهزتهم. نتجت هذه الزيادة في الاستهلاك عن ارتفاع دورات العمل الليلي بسبب ضبط منظمات الحرارة عند نقاط منخفضة (أي ضبط درجات الحرارة الدنيا)، بسبب الارتباك في ضبط الجدول الزمني. كشفت هذه الدراسة أن منظمات الحرارة القابلة للبرمجة لا توفر الطاقة بالضرورة. يحاول منظم الحرارة الذكي مواجهة هذه المشكلة عن طريق إخراج المستخدم من الصورة والاعتماد على الحساسات والحواسيب لتوفير الطاقة.
خلصت دراسة أخرى أجريت عن الموضوع إلى أن أكبر مشكلة لمنظمات الحرارة القابلة للبرمجة الإنسان الذي يستخدمها. التكنولوجيا في منظم الحرارة القابل للبرمجة بلا شك من أهم العوامل في تحديد إذا ما كان منظم الحرارة ناجحًا في توفير الطاقة. ولكن الإنسان الذي يستخدم منظم الحرارة عامل بنفس الأهمية. لسوء الحظ فإن العديد من الناس الذين يمتلكون منظمات حرارة قابلة للبرمجة لا يعرفون كيف يستخدمون منظم الحرارة أو لا يستخدمون كل مزاياه المتوفرة. أجرت إحدى الدراسات عددًا من المقابلات والاستبيانات والملاحظات لتستنتج أن الغالبية العظمى من أصحاب منظمات الحرارة القابلة للبرمجة لا يستخدمونها منظمات الحرارة للغرض الذي صممت لأجله. في استبيان عبر الإنترنت أبدى 89% من المشاركين عدم استخدامهم ميزة الجدول الزمني لمنظم الحرارة القابل للبرمجة الخاص بهم. تظهر نتائج أخرى من المقابلات والاستبيانات أن عددًا كبيرًا من الناس لديهم أفكار خاطئة عن التدفئة والتكييف واستخدام منظمات الحرارة القابلة للبرمجة. من الأفكار الخاطئة الشائعة اعتقاد الناس أن التسخين طوال الوقت أفضل من جدولة أوقات لإيقاف التسخين. من الأفكار الخاطئة الأخرى التي لاحظتها الدراسة أن تخفيض نقطة ضبط منظم الحرارة لا يخفض استهلاك الطاقة بشكل كبير. هذه الأفكار الخاطئة تعزز فكرة أن منظم الحرارة القابل للبرمجة قد يمتلك بحد ذاته كل الأدوات الضرورية، ولكن إذا لم يستخدمها المستخدم أو إذا استخدمها بشكل خاطئ فإن منظم الحرارة سيفشل في توفير الطاقة.
نتيجة لهذه الدراسات ودراسات أخرى مشابهة، أوقفت إينرجي ستار ترويجها لمنظمات الحرارة القابلة للبرمجة في ديسمبر من عام 2009. أصبح هدف منظمات الحرارة الذكية مواجهة هذه المشاكل عن طريق إخراج البشر من الصورة وصناعة منظم حرارة يستخدم الحوسبة الذكية لتخفيض استهلاك الطاقة وتخفيض الكلفة بشكل حقيقي.

### منظمات الحرارة الذكية
تشابه منظمات الحرارة الذكية منظمات الحرارة القابلة للبرمجة بمعنى أنها تمتلك ميزة قابلية الجدولة الزمنية تسمح للمستخدمين بضبط درجات حرارة مختلفة عند أوقات مختلفة من اليوم. بالإضافة إلى هذه الميزة، تطبق منظمات الحرارة الذكية تقنيات أخرى لتخفيض كمية الخطأ البشري المرتبط باستخدام منظمات الحرارة القابلة للبرمجة. تستخدم منظمات الحرارة الذكية حساسات تحدد إذا ما كان المنزل مأهولًا ويمكن لها أن تعلق التدفئة والتكييف حتى عودة السكان. إضافةً إلى ذلك، تستفيد منظمات الحرارة الذكية من شبكة الوايفاي لتعطي المستخدم القدرة على الوصول إلى منظم الحرارة في كل الأوقات. أثبتت هذه التقنيات الإضافية نجاحها في جعل منظمات الحرارة الذكية قادرة على توفير الطاقة والمال على المستخدمين.

## تاريخه
بدأ تطوير منظم الحرارة الذكي في عام 2007 مع إنشاء منظم حرارة إيكوبي. أراد مؤسس إيكوبي ستيوارت لومبارد توفير الطاقة وتخفيض البصمة الكربونية لعائلته. بعد إدراكه أن التسخين والتبريد يشكلان معظم استهلاك منزله الطاقي، اشترى لومبارد منظم حرارة قابلًا للبرمجة في محاولة منه لتخفيض الاستهلاك الكلي للطاقة. سرعان ما اكتشف لومبارد أن منظم الحرارة القابل للبرمجة صعب الاستخدام وغير موثوق. بعد عدة صعوبات واجهته مع منظم الحرارة القابل للبرمجة، بدأ صنع منظم حرارة صغير يوفر الطاقة وسهل الاستخدام. لهذا الهدف نشأت شركة إيكوبي في محاولة لتوفير منظم حرارة يمكنه بالفعل توفير الطاقة للمستخدمين عن طريق إصلاح المشاكل التي تواجه منظمات الحرارة القابلة للبرمجة.
بعد إيكوبي، أطلقت شركة إينرجي هاب نسختها من منظم الحرارة الذكي في عام 2009 بإطلاق لوحة تحكم إينرجي هاب. أتت فكرة اللوحة للشريك المؤسس في الشركة سيث فريدر-ثومسون من سيارته من طراز بّريوس. كان لسيارة بّريوس شاشات في لوحة القيادة تعرض مقدار الأميال التي تمشيها السيارة بالنسبة لوحدة حجم الوقود بشكل آني. شعر ثومسون أن المنزل يجب أن يمتلك شيئًا يؤدي نفس الوظيفة. بالتركيز على هذا الهدف، أنشأ ثومسون منظم حرارة يمكنه التواصل مع مدفأة المنزل والأجهزة فيه لتحديد استهلاك الطاقة والكفاءة الطاقية وكلفة الطاقة. امتلك منظم الحرارة كذلك القدرة على إطفاء الأجهزة أو خفض وزيادة درجة الحرارة لتوفير الطاقة والكلفة. كان الهدف النهائي لمنظم الحرارة هذا عرض استخدام الطاقة للمستخدمين وتوفير الطاقة والمال.
في عام 2011، طورت نيست لابز منظم حرارة نيست القابل للتعلم. حاول منظم نيست للحرارة تخفيض استهلاك المنزل للطاقة عن طريق مواجهة مشاكل منظمات الحرارة القابلة للبرمجة باستخدام تكنولوجيا أفضل. شملت هذه التقنية الجديدة استخدام الحساسات، والخوارزميات، والتعلم الآلي، والحوسبة السحابية. تتعلم هذه التقنيات سلوك وتفضيلات السكان، وتعدل درجة الحرارة برفعها أو خفضها لإراحة السكان عندما يكونون في المنزل ولتوفير الطاقة عندما لا يكونون. بالإضافة إلى ذلك، يتصل منظم نيست للحرارة بشبكة الوايفاي المنزلية. يسمح هذا للمستخدم بتغيير درجة الحرارة، وتعديل الجدول الزمني، وتفحص استخدام الطاقة من هاتف ذكي أو من حاسوب محمول. كانت كل هذه المزايا جزءًا من هدف نيست لخلق منظم حرارة سهل الاستخدام يوفر الطاقة والمال على المستخدمين.